# Ebersbach (powiat Miśnia)
Ebersbach – miejscowość i gmina w Niemczech, w kraju związkowym Saksonia, w okręgu administracyjnym Drezno, w powiecie Miśnia.

## Współpraca
Miejscowości partnerskie:
- Kalchreuth, Bawaria
- Krautheim, Badenia-Wirtembergia